# Sweden Hills
Sweden Hills (スウェーデンヒルズ?, Suēden Hiruzu) è un villaggio in stile svedese a Tōbetsu, Hokkaidō in Giappone.
Le case sono fatte di legno e sono dipinte di rosso falun. L'idea di un villaggio in stile svedese, venne dall'ambasciatore svedese Bengt Odevall (ambasciatore svedese in Giappone dal 75 all'81) che, quando visitò la città vicina di Tobetsu e pensò che il clima era piuttosto simile a quello svedese. La pianificazione del villaggio cominciò nel 1979, la sua costruzione cominciò nel 1984 e al 2005, il villaggio conta 550 abitanti e oggi sono 700. Il villaggio, che si trova a 19 km da Sapporo, conta 420 case e gli abitanti sono tipicamente coppie in pensione provenienti dalle città vicine. In questo villaggio vengono celebrate annualmente feste tradizionali svedesi, tra cui il Midsommar (dove gli abitanti indossano abiti tradizionali svedesi) o il kräftskiva celebrato in agosto.
Nelle vicinanze si trova anche il club di golf del villaggio.

## Gemellaggi
- Leksand, dal 1987